# José Tohá González
José Tohá González (Chillán, 6 de febrer de 1927 -Santiago de Xile, 15 de març de 1974) fou un periodista i polític xilè d'ascendència catalana que fou Ministre de l'Interior i Defensa al govern de Salvador Allende, fou assassinat a començaments del règim militar d'Augusto Pinochet.